# Ortisei

Localización de Ortisei en la provincia de Bolzano.

Ortisei (en alemán St. Ulrich in Gröden o simplemente St. Ulrich, y en ladino Urtijëi) es un municipio italiano de 4.499 habitantes perteneciente a la Provincia Autónoma de Bolzano. 
Ortisei es la principal localidad del Val Gardena. Gran parte de su población (82,32%) tiene como lengua materna el ladino, el 12,13% el alemán y un 5,55% el italiano. 

## Geografía

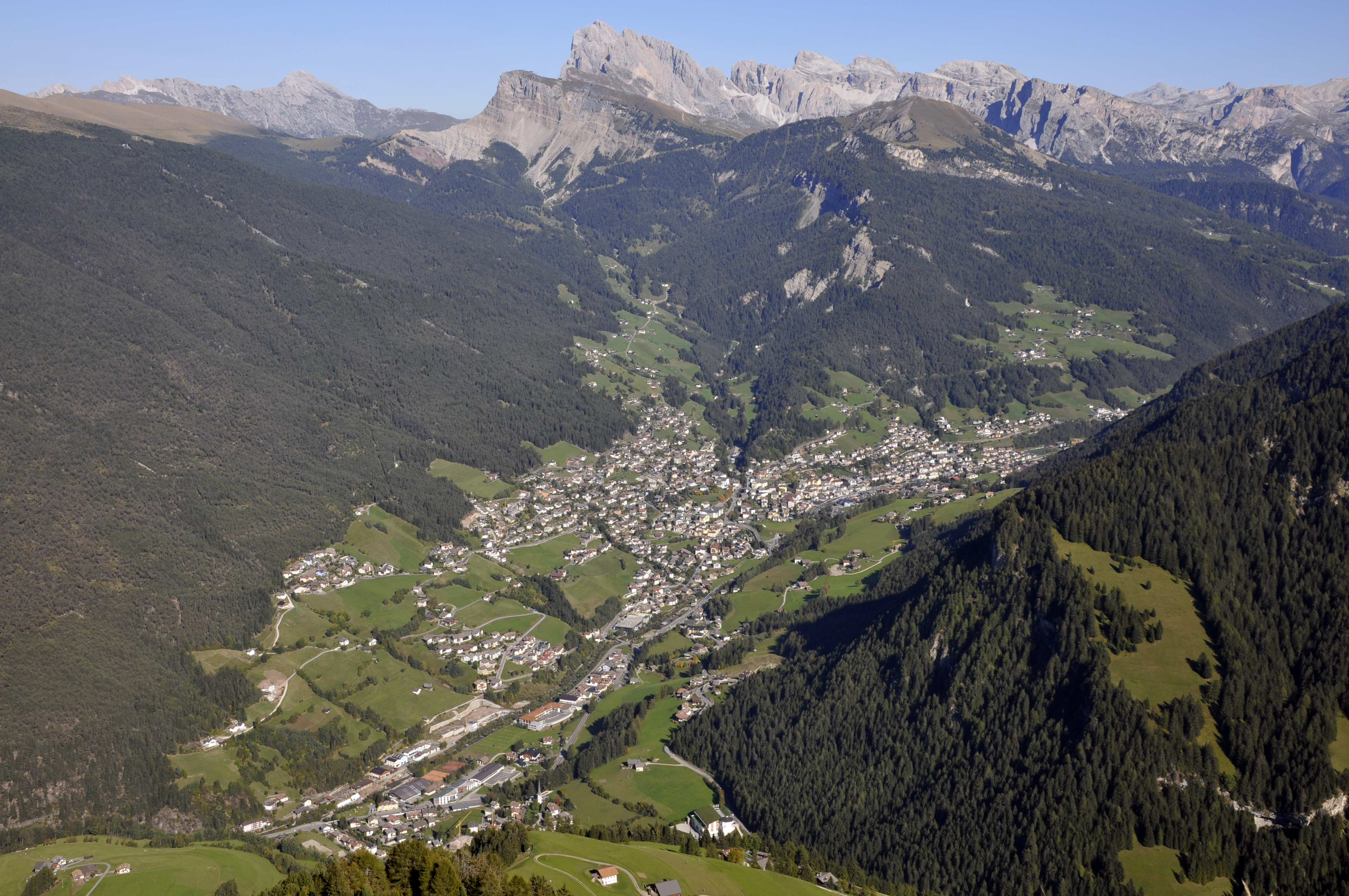
Vista de Ortisei

El poblado va de la vaguada hacia las laderas del Monte Rasciesa (2282 m) y está a la derecha orográfica del río Gardena (en alemán Grödner Bach, en ladino Derjon), que discurre de este a oeste y desemboca en Ponte Gardena (Waidbruck) en el Isarco (Eisack). 
Limita al este con Santa Cristina Valgardena (St. Christina - S. Crestina), más allá del río Gardena (Gherdëina), al sur se encuentra Sureghes, una fracción ladina del municipio de Castelrotto (Kastelruth - Ciastel), y al oeste limita con el territorio de Laion.

## Evolución demográfica
| Gráfica de evolución demográfica de Ortisei entre 1921 y 2001                |
|                                                                              |
| Fuente: Istituto Nazionale di Statistica - Elaboración gráfica por Wikipedia |

## Economía
La economía local se basa sobre todo en el turismo invernal y (en menor medida) estival. La artesanía de las esculturas de madera de la ciudad es bien conocida y tiene una tradición muy antigua.

## Turismo
Con un teleférico se puede llegar hasta el Altiplano de Siusi (Seiser Alm - Mont Sëuc), y con otro al Sëceda. Un telesilla lleva hacia el Rasciesa - Raschötz. Otros telesillas sirven exclusivamente para acceder a pistas de esquí y se encuentran, por tanto, cerrados durante el período estival. 
Un paseo, que cubre el viejo trayecto del ferrocarril Chiusa-Val Gardena, enlaza el municipio con Santa Cristina Val Gardena (St. Christina - S. Crestina). 

## Cultura
Ortisei alberga algunas escuelas secundarias superiores y en particular el instituto de arte, que forma parte del sistema de enseñanza pública para las localidades ladinas, en cuyas escuelas las clases se imparten en ladino, alemán e italiano. 

## Deporte
El 21 de mayo de 2005, la 13.ª etapa del Giro de Italia concluyó en Ortisei, con la victoria del colombiano Iván Parra.

## Administración
Forma parte de la Comunità Comprensoriale Salto-Sciliar. 
El alcalde es Ewald Moroder, del SVP.